# Ruta 625 (Costa Rica)
La Ruta 625, oficialmente Ruta Nacional Terciaria 625, es una ruta nacional de Costa Rica ubicada en la provincia de Puntarenas.

## Descripción
En la provincia de Puntarenas, la ruta atraviesa el cantón de Buenos Aires (los distritos de Potrero Grande, Boruca, Colinas).